# Amalia Oldenburg
Amalia Maria Fryderyka (ur. 21 grudnia 1818 w Oldenburgu; zm. 20 maja 1875 w Bambergu) – księżniczka Oldenburgu, królowa Grecji.

## Życiorys
Jej rodzicami byli wielki książę Oldenburgu – Paweł Fryderyk August oraz jego pierwsza żona – Adelajda Anhalt-Bernburg-Schaumburg-Hoym.
Amalia wyszła za mąż za Ottona I Wittelsbacha. Jej mąż był synem króla Bawarii – Ludwika I oraz jego żony – Teresy Sachsen-Hildburghausen. W 1832 Otton został wybrany na króla Grecji. Uroczystość ślubna odbyła się 22 listopada 1836, w Oldenburgu. Z biegiem lat okazało się, że Amalia cierpi, na rzadką wrodzoną anomalię anatomiczną, przez co królewska para nie mogła mieć potomków.
Postrzegana jako szczególnie silny charakter, jeszcze silniejszy od męża, jednocześnie bardziej odeń elastyczna politycznie, decydująco wpływała na kluczowe decyzje państwa. Zwolenniczka silnej władzy absolutnej. Po buncie poddanych i powołaniu parlamentu, akceptowała jedynie jego rolę służebną wobec monarchy. Przy fałszerstwach, przemocy i prywacie, w trakcie wszystkich, kolejnych wyborów parlamentarnych, łącznie po trzydziestu latach rządów, Otton został zdetronizowany, po czym z żoną powrócili do Niemiec. 
Amelia zmarła w wieku 56 lat w Bambergu. Została pochowana w kościele teatynów w Monachium.